# Nitrilgummi

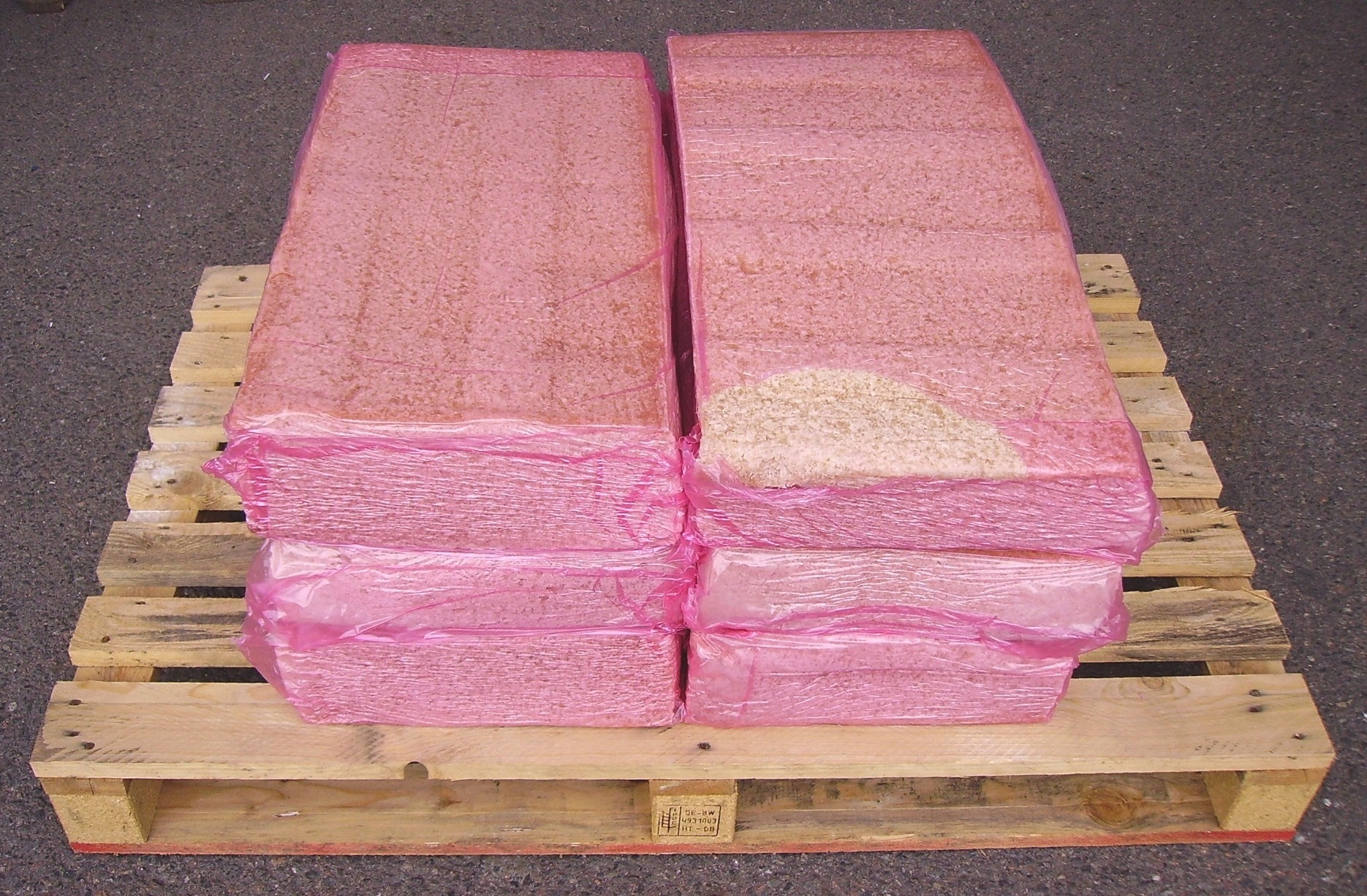
Nitrilgummi som råmaterial.

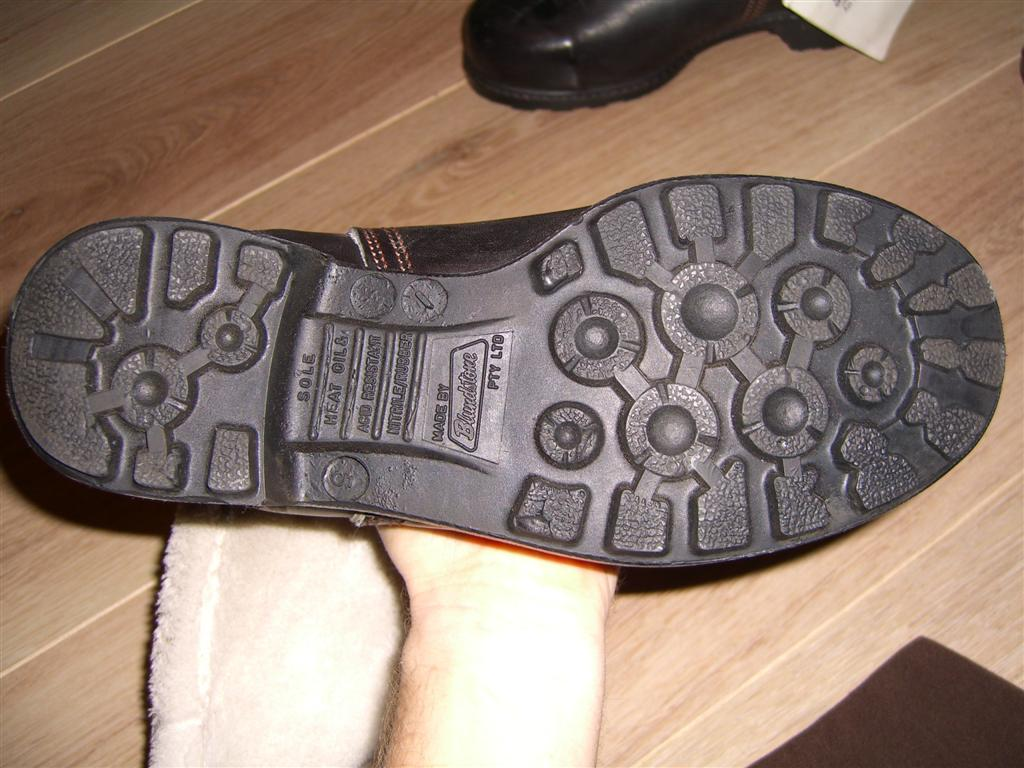
Underdel av sko.

Nitrilgummi, även känt som Nipol, Buna-N, Perbunan eller NBR (förkortning av nitrile butadiene rubber), är ett syntetiskt gummi uppbyggt av polymerer av akrylnitril och butadien. Handelsnamn för nitrilgummi är bland annat Nipol, Krynac och Europrene.

## Användningsområden
Nitrilgummi har mycket god beständighet mot oljor och de vanligaste förekommande bränslena, som till exempel bensin. Nitrilgummi har oftast även goda mekaniska egenskaper och används med fördel till tätningar, o-ringar och skyddsbeklädnader såsom nitrilhandskar.
En hydrogenererad typ av nitrilgummi, HNBR (hydrogenated nitrile butadiene rubber) även känt som HSN (highly saturated nitrile) och har bättre termiska egenskaper, resistens mot fler kemiska substanser och bättre hållfasthet än NBR. HNBR är ett vanligt material att använda i o-ringar som finns i bland annat luftkonditioneringssystem samt hydraulik och kuggremar. HNBR är klassad av ASTM som en DH-polymer, vilket innebär att den kan klarar av arbetstemperaturer upp till 165 °C och kan hantera kyla så långt ner som −40 °C.